# Elisabeth Schacht
Elisabeth Schacht (* 5. Mai 1958 in Olsztyn) ist eine ehemalige deutsche Mittelstreckenläuferin.
Bei den Leichtathletik-Halleneuropameisterschaften 1979 in Wien wurde sie Vierte über 800 m. Insgesamt startete sie zwölfmal im Nationaltrikot.
Über 800 m wurde sie im Freien 1977 Deutsche Vizemeisterin und 1978 Deutsche Meisterin, in der Halle 1979 Deutsche Meisterin. Über 1500 m holte sie 1980 den nationalen Titel im Freien und 1981 in der Halle.
Elisabeth Schacht startete bis 1978 für den OSC Dortmund, von 1979 bis 1980 für den ASV Köln und danach für die LAV Bayer Uerdingen/Dormagen.

## Persönliche Bestzeiten
- 800 m: 2:00,13 min, 27. August 1980, Koblenz
- 1000 m: 2:38,3 min, 28. Mai 1981, Köln
- 1500 m: 4:07,11 min, 13. Juni 1981, Bielefeld